# Gebruikerservaring

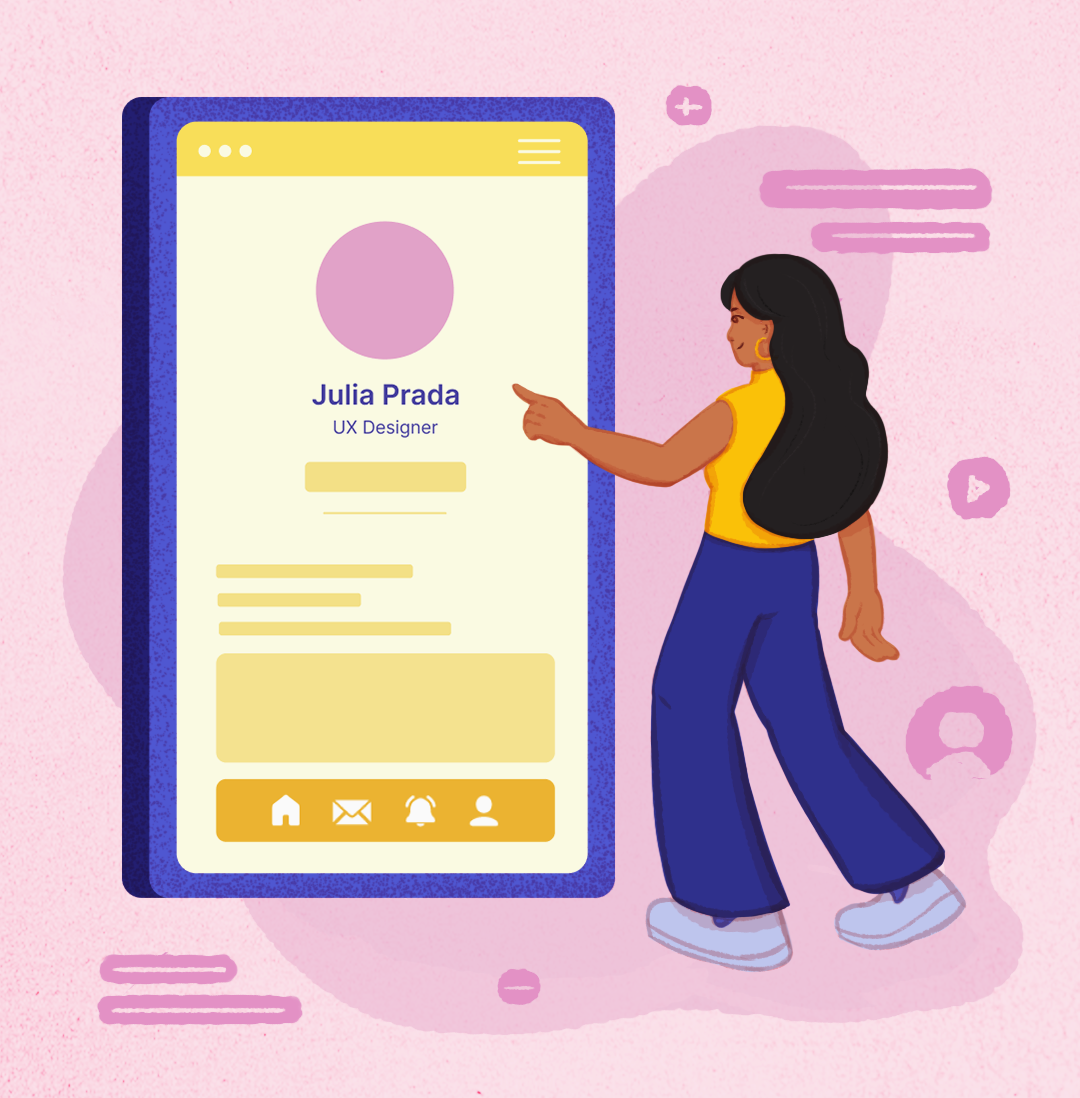
Gebruikerservaring

Gebruikerservaring (vaak wordt ook wel de Engelse benaming user experience of UX gebruikt) is een term die alle aspecten beschrijft van de ervaring van een gebruiker bij interactie met een product, dienst, omgeving of faciliteit. De term 'gebruikerservaring' wordt meestal gebruikt in verband met het ontwerp van websites of applicaties, maar omvat elke vorm van productinteractie, waaronder niet-digitaal, fysiek gebruik. 

## Beschrijving
Gebruikerservaring speelt een belangrijke rol bij de ontwikkeling van producten en diensten. Door de Romeinse ingenieur Vitruvius werden in de oudheid al enkele criteria gedefinieerd van een goede gebruikerservaring, zoals stevigheid (firmitas), bruikbaarheid (utilitas) en schoonheid (venustas).
Gebruikerservaring wordt ook beschreven in de ISO 9241-210. Hier wordt de gebruikerservaring bepaald door de waarnemingen en reacties van een persoon die het gevolg zijn van het gebruik of het verwachte gebruik van een product. Deze omvatten de emoties van de gebruiker, psychologische en fysiologische reacties, verwachtingen en gedrag.

## Definitie
Als iets bruikbaar is voor een bepaalde doelgroep is het niet gelijk gebruiksvriendelijk. Zo kunnen bepaalde keuzes van bedrijven positieve of negatieven invloeden hebben op een product die gebruikt wordt door een bepaalde doelgroep. Met feedback kan een bedrijf informatie krijgen op prototypes en concepten. Door gebruik te maken van het bruikbaarheidscriteria kan een gebruiker een product of dienst beoordelen. Daarom is het raadzaam voor elk bedrijf om eerst het product te laten testen of het voldoet aan de verschillende aspecten van de gebruikerservaring. Een product of dienst moet vooral de taak van de gebruiker volbrengen. Dit zorgt ervoor dat de gevoelens van gebruikers tijdens het proces niet eens belangrijk zijn, maar het vooral gaat om hoe de gebruiker zich voelt na het voltooien van zijn of haar doel.